# Carl Auer von Welsbach
Pour les articles homonymes, voir Auer.
Le docteur Carl Auer Freiherr von Welsbach (1er septembre 1858 à Vienne, Autriche - 4 août 1929 à Mölbling, Carinthie, Autriche) est un chimiste, inventeur, ingénieur et industriel autrichien. Le titre de noblesse Freiherr (équivalent à baron) lui a été attribué en 1901.

## Biographie
Carl Auer von Welsbach est le fils d’Alois Auer von Welsbach (1813-1869), directeur de l’imprimerie d’État autrichienne, inventeur de divers procédés typographiques et illustrateur botanique.
De 1877 à 1880, il étudie à la Technische Hochschule à Vienne et de 1880 à 1882, il poursuit ses études à l'Université de Heidelberg. C'est là qu'en 1882 il soutient sa thèse de doctorat auprès de Robert W. Bunsen , inventeur du bec Bunsen.
Puis, il étudie chez A. Lieben à l'université de Vienne.
Il travaille comme industriel à partir de 1887.
Vers 1890, il met au point le bec Auer à partir du brûleur Bunsen surmonté d'un manchon à incandescence aux terres rares (cérium, thorium, yttrium), pour les réverbères d'éclairage urbain et les lampes à gaz, pétrole ou essence.
Il revend le brevet à plusieurs pays, et en 1892 le nom Auer devient une marque française, fabriquant les "becs Auer".
De 1892 à 1896, il occupe le poste de président de la Société Autrichienne de l'Éclairage à Incandescence à Gaz.
En 1898, il parvient à remplacer le filament de carbone des lampes électriques par un filament métallique beaucoup plus lumineux et durable. En 1906, il met au point le filament osmium-tungstène.
En 1903, il invente la pierre à briquet qu'il diffuse en fondant la Treibacher Industrie AG.
Tout au long de sa vie, il a travaillé sur les terres rares, la spectroscopie, puis sur la séparation des éléments radioactifs.